# 馬永齡
馬永齡（英語：Matthew Ma Wing Ling，1975年5月9日—），香港作曲家、音響師及歌唱導師。他於1997年正式投身音樂界，初期入職香港環球唱片累積經驗，而後成為自由身創作人，現為音樂組合「MtoM」成員。

## 背景
馬永齡早年於香港島中西區長大，自小學階段已開始學習琴藝。他1987年小六畢業之後升讀聖類斯中學，與中華全國青年聯合會副主席施榮忻為初中同學。在校期間是香港已故音樂教育家，指揮家及宗教音樂作曲家劉繼智的學生，參加過音樂演出或比賽，兼且獲獎。他1992年中五畢業之後報讀香港演藝學院舞台及製作藝術學院，主修音響設計及音樂錄音系藝術榮譽學士學位，並於1997年畢業。入讀大專期間已涉足舞台劇作曲與音響設計項目，分別於1996年及1997年憑《醉夢花都》和《棒球狂想曲》獲校方頒發最佳音響設計師獎。1997年7月至2002年7月，馬永齡加入香港環球唱片，任職藝人及製作部助理，主要負責唱片公司版權事務，亦為無綫電視劇集《布袋和尚》、《西遊記（貳）》以及《全院滿座》製作配樂。同期從演藝學院畢業後，便與多個劇團與樂團合作。
他入行以來曾獲提名競逐香港舞台劇獎「最佳音響設計」及「最佳創作音樂」達11次，其中於1999年憑《始皇最後的日子》首次得到「最佳創作音樂」獎。後於2002年憑《幸遇先生蔡》、2006年憑《流浪在彩色街頭》、2010年憑音樂劇《一屋寶貝》以及於2011年憑《科學怪人》4度獲得「最佳音響設計」獎。除此之外，馬永齡具有大型公開製作經驗，2004年至2005年以中場作曲人及壓軸編曲人身份，參與於2005年11月被列入健力士世界紀錄的維港大型燈光音樂匯演《幻彩詠香江》。2006年曾負責為慈幼會為慶祝鮑思高慈幼會來華百年特地舉辦的「傳頌承」創作音樂。其另外主理的音樂設計/音響項目尚有澳門銀河酒店的燈光音樂匯演、珠海橫琴長隆海洋王國巡遊匯演、2008年北京奧運會香港舞蹈團開幕式表演等等。
從2000年代末開始，馬永齡在發展其音樂創作事業的同時，也接觸戲劇教育工作。他於2013年起出任香港藝術發展局戲劇範疇審批員至今，還擔任「駐校藝術家計劃 2013/14」音響設計工作坊導師。當馬浚偉於2020年創立艾德亞教育中心（I.D.E.A.Q）之後，他應邀任歌唱藝術系主任。而馬永齡另一方面是一位歌唱導師。他於2002年起創立兼自任 Mad Music Limited 董事，期間曾經參加由有線電視和 BNI 各自主辦的歌唱比賽。
目前，身為業務引薦組織 BNI Champion 成員的馬永齡從事音樂製作、影音器材租賃、舞台音響技術支援及裝置、錄音、演藝人顧問等等方面工作，此前曾任香港專業教育學院客席講師。他間中會現身商業機構或藝術組織舉辦的音樂活動，如出任商業演唱會之音樂總監和歌唱比賽評判、CASH金帆音樂獎評審。他又於2019年跟馬浚偉與黃浩智一同合組「MtoM」作街頭音樂演出，在隊中任鍵琴手。2024年自馬浚偉上任新城廣播首席營運總監後，他獲委任為新城廣播音樂總監。甫上任便夥拍填詞人周禮茂及潘源禮著手籌備紀念新城廣播有限公司開台33周年的台歌《沿途有我》。
2025年7月，無綫電視邀請馬永齡擔任《中年好聲音4》吉隆坡站海選評審。

## 作品列表
*以下列表只記錄馬永齡的作品，若有遺漏，請協助補充相關資料。

### 流行曲
1998年
|                                                                           |  |
| - 陳浩民 - （曲） - 陳浩民 - 遇強越強（曲） - 鄭中基 - 時間人物地點（曲） |  |

1999年
|                                 |  |
| - 陳慧嫻 - 明天已是下世紀（曲） |  |

2000年
|                                                       |  |
| - 陳慧嫻 - 為你好（曲、編） - 張智霖 - 十指緊扣（曲） |  |

2001年
|                               |  |
| - 戴辛尉 - 荒原（國語）（曲） |  |

2002年
|                                 |  |
| - 小雪 - 戀愛Entertaining（曲） |  |

2004年
| |  |
| - 李沛誠、李潤祺 - 明亮（編） - 李沛誠、李潤祺 - 問誰眷戀（編） - 李沛誠、李潤祺、趙堅堂、馬永齡 - 因為愛（編） - 李沛誠、李潤祺、趙堅堂、馬永齡 - 彩虹鳥（曲、編） - 李沛誠、李潤祺、趙堅堂、馬永齡 - 前路在我手（曲、編） - 李沛誠 - 期待那一天（獨唱版）（曲、編） - 李潤祺、馬永齡、趙永堂 - 期待那一天（合唱版）（曲、編） - 焦媛 -歲月流星（曲、編） - 焦媛 - 這一刻共聚（編） |  |

2005年
|                                       |  |
| - 顏福偉、彭家麗 - 去飛（曲、編、監） |  |

2007年
|                                 |  |
| - 顏福偉 - 愛多八十年（曲、編） |  |

2009年
| |  |
| - 吳浩康、Otto、彭敬慈、細So、鄧穎芝、陳康、冼振東、水晶晶 - 大世界（曲、監） - 森美 - 八月的蝴蝶（曲） |  |

2010年
|                                                                                |  |
| - 顏福偉 - GO GO GO（曲、編、監） - 森美 Feat. 903DJs - Cat King（曲、編、監） |  |

2011年
|                                                 |  |
| - 顏福偉、彭家麗、彭遠揚 - 理想國（曲、編、監） |  |

2013年
|                                       |  |
| - 顏福偉 - 活著是什麼？（曲、編、監） |  |

2015年
|                                                                    |  |
| - 顏福偉 - Don't Beat The Kids（曲、編、監） - 賈立怡 - 嫁衣（編） |  |

2017年
|              |  |
| - 寸心（曲） |  |

2019年
|                                   |  |
| - 馬浚偉 - 大夢想家（曲、編、監） |  |

2020年
|                               |  |
| - 梁式昕 - 滿屋世界（曲、編） |  |

2021年
|                                                                                       |  |
| - 李軒 - 展能乘風（編） - 群星 - 與愛同在（曲、編、監） - 馬浚偉 - 交換愛情（編、監） |  |

2022年
|                           |  |
| - 馬浚偉 - 我信（編、監） |  |

2024年
|                             |  |
| - 群星 - 沿途有我（曲、監） |  |

### 音響設計/創作
音樂劇
- 1996年：《醉夢花都》（香港演藝學院）
- 2002年：《但願人長久：鄧麗君》（TNT Production）
- 2004年：《霓裳派對》（香港演藝學院）[40]
- 2004年：《再生緣》（正在電影劇團）[41]
- 2004年、2005年：《印象·蘇絲黃》（焦媛創作有限公司）
- 2005年：《白蛇青蛇》（棱角製作）
- 2005年：《流浪在彩色街頭》（劇場工作室）
- 2005年：《一個人在唱歌》（劇場工作室）
- 2006年、2007年：《笑傲江湖》（香港舞蹈團）
- 2006年：《Big Nose》（森美小儀歌劇團）
- 2006年：《濃情百老匯》（香港音樂劇協會）
- 2007年：《Lokamochi Mamiba》（森美小儀歌劇團）
- 2007年：《Leaving》、《Broadway Express》（香港浸會大學拉闊文化計劃、香港培道中學、鄧鏡波學校、香港音樂協會）
- 2007年：《Othello樂與怒》（香港音樂劇藝術學院）
- 2007年：《小王子》（WOW! Work of Wonders）
- 2008年：《小孖俠》（森美小儀歌劇團）
- 2008年：《仙履奇緣》（香港兒童音樂劇團）
- 2008年：《再見灰姑娘》（香港音樂劇協會）
- 2008年：《園．藝》（The Wild Zappers、無言天地劇團、協青社嘻哈學校、香港展能藝術會）
- 2008年：《歌舞青春》（香港演藝學院演藝進修學院）[42]
- 2008年：《小鳥情尋夢》（香港音樂劇藝術學院）
- 2008年：《花木蘭》（香港兒童音樂劇團）
- 2008年：《美女與野獸》（香港聾劇團、香港展能藝術會）
- 2008年：《爸媽陪我過聖誕》（香港音樂劇藝術學院）
- 2008年、2009年：《我們明白了》（觀塘劇團）[43]
- 2009年、2010年、2011年、2012年：《一屋寶貝》（演戲家族）
- 2009年、2011年：《小王子》（2009連合家歡劇場版[44]，2011金裝精英版，香港兒童音樂劇團）
- 2009年：《牧羊少年奇幻之旅》（WOW! Work of Wonders）
- 2009年：《童夢仲夏夜》（香港兒童音樂劇團）
- 2010年：《人魚公主．金銀島》（香港音樂劇藝術學院）
- 2010年：《愛麗斯通識事件簿》（香港音樂劇藝術學院）
- 2010年：《Prison de Ballet》（森美小儀歌劇團）
- 2010年：《向左．向右遇見愛》（香港兒童音樂劇團）
- 2010年：《正在想》（香港戲劇協會）
- 2010年：《威尼斯商人》（中英劇團）
- 2010年：《月亮公主2010》（香港兒童音樂劇團）
- 2010年至2011年：「三重藝力．樂滿校園」英語音樂劇（香港音樂劇藝術學院）
- 2010年、2013年：《動物農莊》（Theatre Noir）
- 2011年：《13》（Theatre Noir）
- 2012年：《木蘭》（Theatre Noir）
- 2012年：《淘寶俏冤家》（香港音樂劇藝術學院）
- 2012年：《愛麗詩夢遊仙境》（香港兒童音樂劇團）
- 2013年：《Cabaret 瘋狂盛宴》（Theatre Noir）
- 2013年：《噢！爸媽大戰茱羅記》（香港兒童音樂劇團）
- 2013年：《親》（社區劇場）
- 2013年、2014年、2016年：《三隻小豬》（春天實驗劇團）
- 2014年：《我的長腿叔叔音樂劇》（Theatre Noir）
- 2014年：《不可思議阿拉叮》（春天實驗劇團）
- 2014年：《飛行棋》（香港兒童音樂劇團）
- 2014年：《萬花嬉春》（春天實驗劇團、爆炸戲棚）
- 2014年：《大殉情》（一舖清唱）
- 2014年：《舞•雷雨》（國立臺北藝術大學）[45]
- 2015年：《花木蘭》（香港舞蹈團）[4]
- 2015年：《天使盼盼》（香港兒童音樂劇團）
- 2017年：《童幻森林》（普劇場）
- 2023年：《小男人周記》（爆炸戲棚）

舞台劇
- 1996年：《夢起航》
- 1996年：《兼職天使》（中英劇團）
- 1997年：《湖泊男兒》
- 1997年：《浮石傳》（香港演藝學院）
- 1997年：《一八四一》（香港話劇團）
- 1997年：《棒球狂想曲》（香港演藝學院）
- 1998年：《始皇最後的日子》（中英劇團）
- 1999年：《轉得快好世界》（中英劇團）
- 2000年：《元宵》（四度公演，中英劇團）
- 2000年：《鬼劇院》（劇場工作室）
- 2001年：《幸遇先生蔡》（中英劇團）
- 2001年：《不動布娃娃》（劇場工作室）
- 2001年、2002年：《袁崇煥之死》（致群劇社）[46]
- 2002年、2011年：《愛上愛上誰人的新娘》（劇場工作室）
- 2002年：《月亮上的爸爸媽媽》（劇場工作室）
- 2002年：《攞命夫妻全攻略》（劇場工作室）
- 2003年：《雷雨謊情》（香港話劇團）
- 2003年：《女幹探》（戲劇工作室）
- 2003年：《破冰天使》（中英劇團）
- 2003年：《雪夜頌》（中英劇團）
- 2003年、2010年：《山村老師》（戲劇工作室）
- 2004年：《架勢堂》（中英劇團）
- 2004年：《隔世幽瞳》（戲劇工作室）
- 2004年、2005年：《承受清風》（香港戲劇協會）
- 2004年、2010年：《小鳥》（戲劇工作室）
- 2005年：《劍雪浮生》（重演、春天舞台）[47]
- 2005年：《開心鬼》（春天實驗劇團）
- 2005年、2013年[48]、2018年：《小海白》（春天實驗劇團）
- 2005年：《香江花月夜》（春天實驗劇團）
- 2006年：《大煞風景》（61製作）
- 2006年：《玩具奇緣》（另劇場）
- 2006年：《爺爺與情人》（劇場工作室）
- 2006年：《西遊》（中英劇團）
- 2006年：《大國民起死記》（中英劇團）
- 2006年：《唯獨祢是王》（九龍城浸信會青年劇社）
- 2006年：《森林之王》（大細路劇團）
- 2006年、2007年：《喝彩》（春天實驗劇團）
- 2006年：《龍門客棧樂與怒》（春天多媒體創作）
- 2006年：《9025》（浪人劇場）
- 2006年：《美女與野獸》（國際共融藝術節「反轉舞台」作品，香港聾劇團）
- 2006年：《二人前．2人後 》（異人實現劇場）
- 2007年：《反面情侶》（劇場工作室）
- 2007年：《同窗勿友》（中英劇團）
- 2007年：《山水又相逢》（春天多媒體創作）
- 2007年：《Agent Penny 與Will Power的理財任務》（大細路劇團）
- 2007年：《視覺世界奇幻之旅》（無言天地劇團）
- 2007年：《異型金剛》（異人實現劇場）
- 2007年：《對決》（致群劇社）
- 2007年：《生活在他方》（劇場工作室）
- 2007年：貝克特的無聲與呢喃 －《結局》、《戲劇》、《無言劇I》、《來與往》、《無言劇II》、《非我》、《呼吸》（愛麗絲劇場實驗室）
- 2007年至2008年：《水天一色》（中英劇團）
- 2008年、2010年：《我愛阿愛》（香港話劇團）
- 2008年：荒誕派劇場二重奏 伊奧尼斯高《課堂驚魂》及品特《山嶽語言》（愛麗絲劇場實驗室）
- 2008年：《家有一老之美麗水杯》（大細路劇團）
- 2008年：《這裡加一點顏色》（香港話劇團、劇場工作室）
- 2008年：《魔幻國度》（大細路劇團）
- 2008年：《離留記》（糊塗戲班）
- 2008年：《The Silver Jubilee Musical Jekyll & Hyde》
- 2008年：《黑色48樓》（劇場工作室）
- 2008年：《死神之戀曲》（無名劇社）
- 2008年：《杏仁豆腐的心裡話》（三十路組）
- 2008年、2009年：《昆蟲世界》（中英劇團）
- 2009年：《校園幹探易合一之電玩危機》（大細路劇團）
- 2009年：《搶奪芳心喜自由》（中英劇團）
- 2009年：《大世界－黑危的夢音樂劇場》（61製作）
- 2009年：《天使心》（中英劇團、元朗．天水圍青少年音樂劇團）
- 2009年：《李察三世》（香港話劇團）
- 2009年：《劇場新丁》（中英劇團）
- 2009年：《創世紀》（無言天地劇團）
- 2009年：《四千金》（劇場工作室、異人實現劇場）
- 2009年：《冰鮮校園》（中英劇團）
- 2009年：《芳華校園》（中英劇團）
- 2009年：《珍重星光》（新亞書院）
- 2009年：《睡衣遊戲》（香港音樂劇藝術學院）
- 2009年：《五四新青年》（中英劇團）
- 2009年：《天琴傳說》（澳門青年劇團）[49]
- 2010年：《黐膠花園》（61製作）
- 2010年：《無動機殺人犯》（同流）
- 2010年：《舊陣時...》（中英劇團、元朗．天水圍青少年音樂劇團）
- 2010年：《魔鬼契約》（香港話劇團）
- 2010年：《科學怪人》（中英劇團）
- 2010年：《唯獨祢是王2010》（唯獨舞台）
- 2010年：《背叛》（同流）
- 2011年：《黑森林》（劇場工作室）
- 2011年：《直子小姐》（同流）
- 2011年：《斜路黃花》（致群劇社）
- 2011年：《DIVA先生的華麗戲劇教室》（林澤群實現劇場）
- 2011年：《戀 Love Love》（61製作）
- 2011年：《要我做大人？！》（中英劇團、元朗．天水圍青少年音樂劇團）
- 2011年：《慌失失劇團》
- 2011年：《月老》（拉闊劇團）
- 2011年：《鐵獅子胡同的回音》（中英劇團）
- 2012年：《反面情侶2》（劇場工作室）
- 2012年：《DIVA先生的華麗戲劇教室》Encore（林澤群實現劇場）
- 2012年：《上課不要看小說》（拉闊劇團）
- 2012年、2016年：《夜鷹姊魅》（香港戲劇協會）
- 2012年：《失身1234》（心創作劑場）
- 2012年：《2月14》（觀塘劇團）
- 2012年：《七位導演眼中的40＠2012》（致群劇社）
- 2012年：《極地情聖》（大舞台劇團）
- 2012年：《2012-1997：香港印象》（Theatre Noir、EASTZESTtheatre、繁星戲劇村）
- 2012年、2013年、2014年、2015年：《期限》（劇場工作室）
- 2013年：《長繫我心》（青年春天劇團）
- 2013年：《迷失香港》（劇場工作室）
- 2014年：《茶館》（香港戲劇協會）
- 2014年：《上課不要看小說》（瘋狂惡搞版，拉闊劇團）
- 2014年：《青春晴朗物語》（伯裘書院劇社）
- 2015年：《血染謎情》（爆炸戲棚）
- 2015年：《女煮人》（心創作剷場）
- 2016年：《借用下一世的男朋友》（拉闊劇團）
- 2016年：《少年十五二十時》（普劇場）
- 2016年：《仲夏夜之夢》（演戲家族）
- 2017年：《仲夏夜之夢2.0》（演戲家族）
- 2017年：《小城風光》（香港浸會大學尚志會）
- 2017年：《小井胡同》（香港理工大學劇團）
- 2018年：《玻璃動物園》（新光中國戲曲文化）
- 2019年：《仮面情侶3》（劇場工作室）
- 2019年：《生前約死後》（小馬工作室）
- 2020年：《美麗團員大結局》（香港話劇團）
- 2020年：《也文也舞 花木蘭》（香港舞蹈團）
- 2021年：《男人40 CEO》（小馬工作室）

## 參與節目/演出
- 2017年：Remember November（藝穗會，以 Timeless Band 鼓手身份演出）
- 2020年：緣來自咖啡（第14集，myTV SUPER）

## 外部連結
- 馬永齡的Facebook專頁
- 馬永齡的新浪微博